# Anjang
Anjang was koning van Koguryo van 519 tot 531.

## Levensloop
Anjang was de oudste zoon van koning Munjamyeong. Hij zette het werk van zijn voorgangers voort, namelijk het onderhouden van een goede verstandhouding met zijn Chinese buren en het onder controle houden van de zuidelijke staten. Het einde van zijn regering luidde een donkere periode in. De bronnen uit die tijd zijn schaars. Het feit dat hij geen mannelijke nakomeling had, zou het begin geweest zijn van een paleisrevolutie.
Anjang zou een gewelddadige dood zijn gestorven. Hij werd opgevolgd door zijn broer Anwon.